# Elfi König
Elfi König (* 27. Jänner 1905 in Wien; † 24. April 1991 in Baden bei Wien) war eine österreichische Operettensängerin (Sopran) und Schauspielerin.

## Wirken
König war vor allem als Theaterschauspielerin und Operettensängerin bekannt. Sie wirkte als Soubrette in mehreren Uraufführungen und Erstaufführungen von Operetten der sog. „Silbernen Operettenära“ mit, u. a. im Oktober 1935 am Opernhaus Zürich in der Operette Drei Walzer von Oscar Straus. Im November 1935 sang und spielte sie die Titelrolle der „Hopsa“ in Burkhards Operette Hopsa! am Opernhaus Zürich. Burkhard setzte durch, dass die damals noch wenig bekannte Elfi König, die sich bei ihm persönlich um die Rolle beworben hatte, die Hauptrolle erhielt und nicht, wie ursprünglich vorgesehen, Trude Lieske, die Frau des Musikverlegers Armin Robinson; Burkhard selbst beschrieb Elfi König später in seinen Erinnerungen als „Wesen aus Zucker und Butter“. In der Premiere trat König in einem von ihr selbst bestellten Pariser Modellkleid mit tiefausgeschnittenem Dekolleté auf, das zur damaligen Zeit großes Aufsehen erregte. Im Oktober 1936 wirkte König am Stadttheater Zürich in der Uraufführung der Operette 3 x Georges von Paul Burkhard mit. Im Dezember 1936 spielte sie am Stadttheater Zürich in der Uraufführung der Operette Herzen im Schnee von Ralph Benatzky. Im September 1937 wirkte sie in der Uraufführung von Pepöcks Operette Hofball in Schönbrunn am Theater des Volkes in Berlin mit. Im November 1937 gastierte sie unter Burkhards Leitung in der Schweizer Gesandtschaft in Berlin mit Auszügen aus Burkhards neuer Operette Die Frauen von Coraya, die dann im Februar 1938 in Stettin unter dem Titel Das Paradies der Frauen uraufgeführt wurde. 1940 spielte sie die „Vroni Staudinger“ bei der Erstaufführung von Fred Raymonds Operette Salzburger Nockerln in der Ostmark, also zwei Jahre nach der Uraufführung in Kiel. Sie war 1943/1944 am Volkstheater in Wien als Schauspielerin tätig. Im Theater im Redoutensaal der Hofburg, dem Ausweichquartier der Wiener Staatsoper und der Wiener Volksoper, spielte sie im Juni/Juli 1945 in Oscar Fritz Schuhs Inszenierung von Wiener Blut in insg. 10 Vorstellungen die Rolle der Probiermamsell „Pepi Pleininger“. Zwischen 1945 und 1950 war sie am Raimundtheater als „Försterchristl“ zu sehen. König spielte unter anderem auch 1947 die Titelrolle in Fritz Kreislers Operette Sissy, an ihrer Seite Toni Niessner in der Rolle als „Franz Joseph“. Dort sprangen einmal Elfie Ott und Oskar Werner für die beiden ein.
In den 1950er Jahren spielte sie in Kanada. Bei der Uraufführung von Herbert Kramers Komödie Dinner for three im Oktober 1952 am Gesù-Theater in Montreal spielte sie die Rolle der „Doris“. Zusammen mit Barry Morse wurde sie im Oktober 1952 zur Co-Managerin des Montrealer KoolVent-Theater ernannt. Mit den Canadian Players war sie in deren Erfolgsstück Happy Time am Gesù-Theater und am Her Majesty’s Theatre sowie in der Inszenierung von Rattigans Komödie French Without Tears zu sehen.
Elfi König übernahm auch einige Film- und Fernsehrollen. In einem Fernsehmitschnitt von Paul Burkhards Musikalischer Komödie Das Feuerwerk, den der WDR im Juni 1963 im Komödienhaus Düsseldorf aufzeichnete, war sie unter der Regie von Erik Ode in der komischen Rolle der „Tante Berta“ zu sehen.

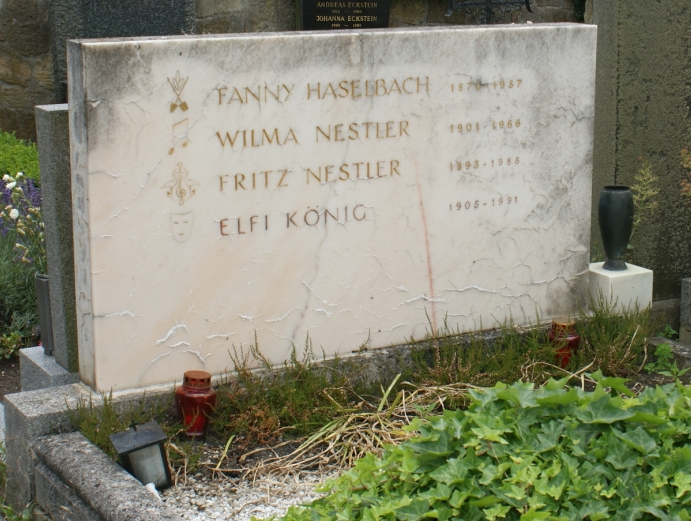
Elfi König Grabstätte

Ihre letzte Ruhestätte befindet sich auf dem Friedhof in Untertullnerbach (II-87), Gemeinde Tullnerbach in Niederösterreich.

## Filmografie
- 1929: Wenn 'Götz' befiehlt (Regie: Karl Leiter)
- 1939: Hochzeitsreise zu dritt (Regie: Hubert Marischka)
- 1963: Feuerwerk (Theateraufzeichnung/Mitschnitt; Regie: Erik Ode)
- 1968: Männer in den besten Jahren erzählen Sexgeschichten (Komödie; Regie: Frits Fronz)[17]
- 1985: Tatort: Des Glückes Rohstoff (TV-Serienepisode; Regie: Kurt Junek)
- 1986: Der Leihopa: … und er singt so schön (TV-Serienepisode; Regie: Otto Anton Eder)
- 1986: Die liebe Familie: Was ist Kitsch? (TV-Serienepisode)
- 1989: Warum Neger schwarz? (Kurzfilm; Regie: Alexander Hahn)